# Lamanda László
Lamanda László (Budapest, 1954. szeptember 12. –) magyar színész.

## Életpályája
1980-ban diplomázott Gábor Pál filmszínész osztályában, a Színház- és Filmművészeti Főiskolán. Így nyilatkozott: 

„Az osztályunk emelt óraszámban tanult akrobatikát. Olyan gyakorlatokat végeztünk, amelyek alkalmassá tesznek, hogy bizonyos feladatokat kaszkadőr nélkül tudjunk megoldani. Tanultunk verekedni, sokféleképpen esni, lóval bánni, ha netán egy filmszerep ezt kívánná”

 Először a kecskeméti Katona József Színházhoz szerződött. 1984-ben játszott a debreceni Csokonai Színházban. 1987 és 1996 között a győri Kisfaludy Színház tagja volt. Játszott az egri Gárdonyi Géza Színházban  és Budapesten a Játékszínben is. Leginkább  romantikus, lázadó hősszerepeket alakított. Rendezéssel és színpadi adaptációkkal is foglalkozott. Bernardo Bertolucci filmforgatókönyve alapján írta és rendezte az Utolsó tangó (Párizsban) című darabot, amelyet a Győri Nemzeti Színházban mutattak be.

## Fontosabb színházi szerepei
- Barta Lajos: Szerelem... Komoróczy
- Friedrich Schiller: Ármány és szerelem... Ferdinánd
- Szigligeti Ede: Liliomfi... Liliomfi
- Fjodor Mihajlovics Dosztojevszkij: A Karamazov testvérek... Iván Karamazov
- Vörösmarty Mihály: Csongor és Tünde... Csongor
- Kovách Aladár: Téli zsoltár... Apáczai
- William Shakespeare: Rómeó és Júlia... Lőrinc barát, franciskánus
- Shakespeare: Lear király... Edgar, Gloucester fia
- Carlo Goldoni: A chioggiai csetepaté... Titta Nane, halászlegény
- Anton Pavlovics Csehov: Sirály... Trepljov
- Eugene O’Neill: Hosszú út az éjszakába... Edmund
- Georg Büchner: Danton halála... Camille Desmoulins
- Joseph Kesselring: Arzén és levendula... Mortimer
- Arthur Miller: A salemi boszorkányok... Hale tiszteletes
- Eduardo De Filippo: Nápolyi álmok... Carlo
- Bernard Slade: Jövőre veled ugyanitt... George
- Bernard Slade: A férfi, akit szeretek... a férfi
- Jókai Mór–Tolcsvay László–Böhm György–Korcsmáros György: A kőszívű ember fiai... Richárd
- Robert Thomas: Szegény Dániel... plébános
- Hernádi Gyula–Jancsó Miklós–Gyurkó László: Jöjj Délre, cimborám!... szereplő
- John Steinbeck: Egerek és emberek... Slim
- Heltai Jenő: A néma levente... Agárdi Péter; Mátyás, magyarok királya
- John Osborne: Dühöngő ifjúság... Jimmy
- Murray Schisgal: Szerelem, ó!... Milt
- Hunyady Sándor: A három sárkány... Ifj. Csaholyi Balázs
- Bernard Slade: Különleges alkalmak... Michael
- Madách Imre: Az ember tragédiája... Ádám
- Reginald Rose: Tizenkét dühös ember... 5. számú esküdt
- Lev Nyikolajevics Tolsztoj: Anna Karenina... Sztyiva
- Katona József: Bánk bán... II. András
- Németh László: Bodnárné... Bodnár János
- Németh László: Széchenyi... Kiss Márton
- Németh László: Görgey (Az áruló)... Mainz, könyvkereskedő
- Tennessee Williams: Macska a forró bádogtetőn... Gooper
- Bertolt Brecht–Kurt Weill: Koldusopera... Walter

## Rendezéseiből
- Bernard Slade: Jövőre, veled, ugyanitt!
- Bernardo Bertolucci – Lamanda László: Utolsó tangó (Párizsban)

## Filmek, tv
- Holt lelkek (1977)
- Váljunk el! (1978)
- Angi Vera (1979)
- Isztambuli vonat (1980)
- Nyitott ház (1981)
- Mint oldott kéve (1983)
- Hamlet, dán királyfi (1983)
- Der Mexikaner Felipe Rivera (A mexikói) (1984)
- Hamlet, dán királyfi (1984)
- Linda (sorozat) Víziszony című rész (1989)
- Esti Kornél csodálatos utazása (1995)
- Szomszédok (sorozat) 227. rész (1996)
- Fekete krónika: A szép méregkeverő (2004)